# 意大利戴维斯杯代表队

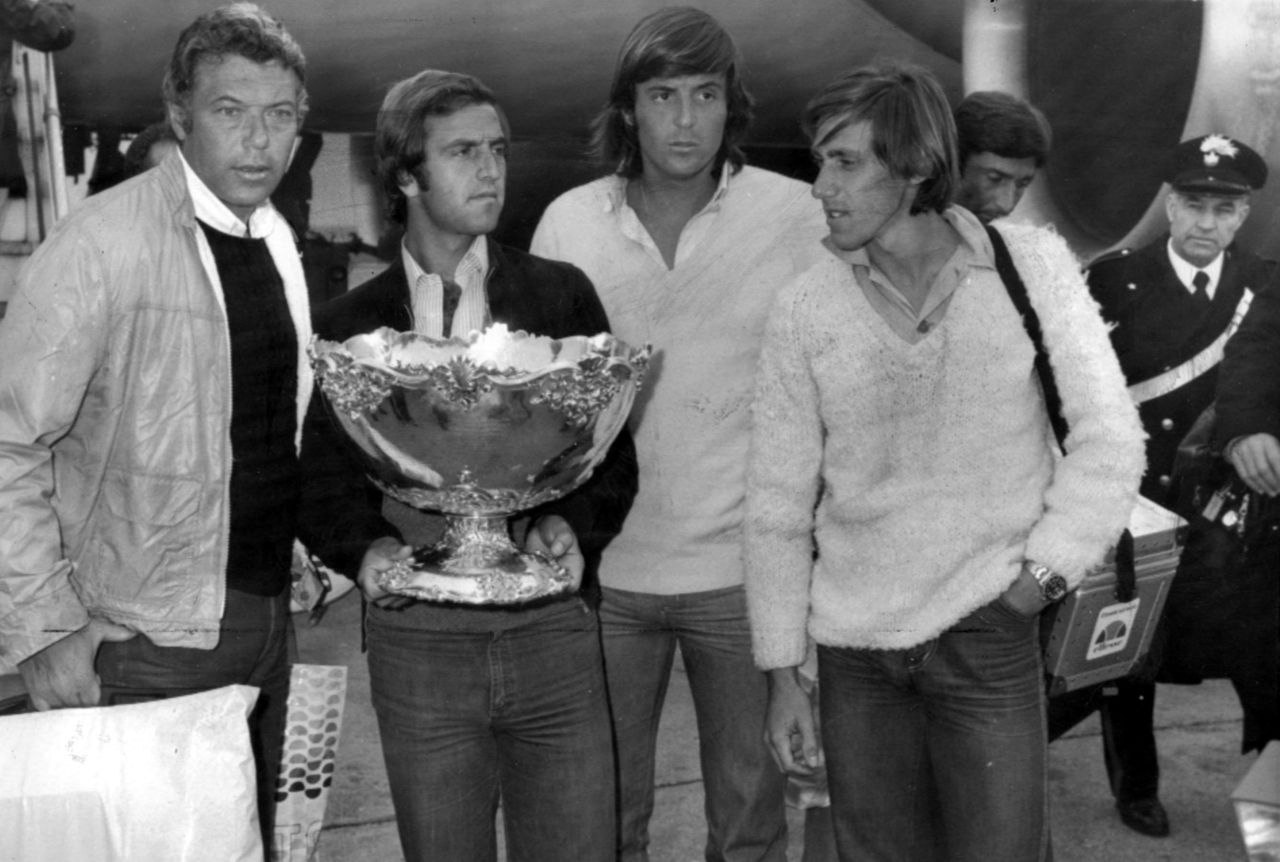
尼古拉·彼得兰杰利, 保罗·贝托鲁齐, 阿德里亚诺·帕纳塔和科拉多·巴拉祖蒂在1976年夺冠。

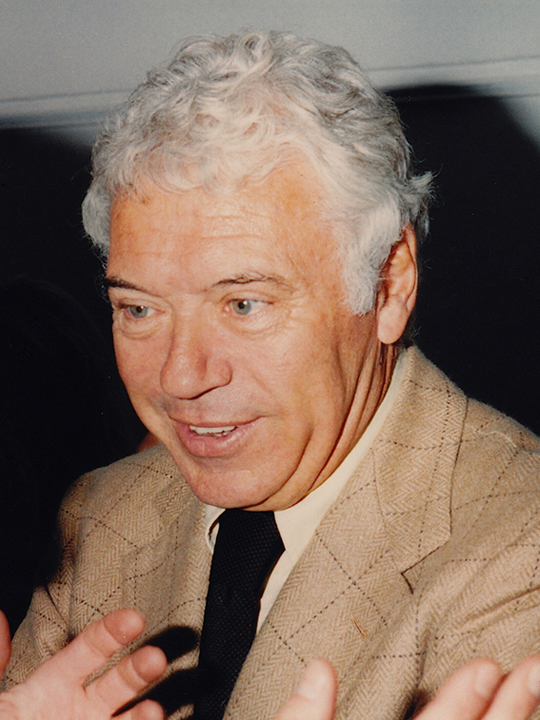
尼古拉·彼得兰杰利作为队长在1976年获得戴维斯杯。

意大利戴维斯杯代表队是意大利男子网球队参加戴维斯杯的队伍，由意大利网球联合会（義大利語：Federazione Italiana Tennis e Padel）负责管理和组织参赛。
意大利队首次参赛是在1922年，他们在1976年和2023年和2024年3次夺冠，并六次获得亚军（1960年、1961年、1977年、1979年、1980年和1998年）。尼古拉·彼得兰杰利是意大利最成功的球员之一，创造了意大利队的所有主要纪录。意大利在2023-24年连续两年获得冠军，也成为自2013年的捷克队以来首个成功卫冕戴维斯杯的球队，也是历史上第五个在同一年（2024年）获得戴维斯杯和比利·简·金杯的球队。